# Alberi, Inverno
Alberi, Inverno è un dipinto di Georges-Pierre Seurat. Eseguito verso il 1883, è esposto al Museo d'Orsay di Parigi